# وارين كادي
وارين كادي (بالإنجليزية: Warren Caddy) (من مواليد 9 أبريل 1997) هو لاعب كرة قدم فرنسي محترف يلعب كمهاجم لنادي باريس.